# Llista d'asteroides/67901–68000
| Nom             | Designació provisional | Data de descobriment | Lloc de descobriment | Descobridor/s |
| --------------- | ---------------------- | -------------------- | -------------------- | ------------- |
| 67901 -         | 2000 WP90              | 21 de novembre, 2000 | Socorro              | LINEAR        |
| 67902 -         | 2000 WY92              | 21 de novembre, 2000 | Socorro              | LINEAR        |
| 67903 -         | 2000 WV94              | 21 de novembre, 2000 | Socorro              | LINEAR        |
| 67904 -         | 2000 WJ96              | 21 de novembre, 2000 | Socorro              | LINEAR        |
| 67905 -         | 2000 WN96              | 21 de novembre, 2000 | Socorro              | LINEAR        |
| 67906 -         | 2000 WD97              | 21 de novembre, 2000 | Socorro              | LINEAR        |
| 67907 -         | 2000 WL97              | 21 de novembre, 2000 | Socorro              | LINEAR        |
| 67908 -         | 2000 WF98              | 21 de novembre, 2000 | Socorro              | LINEAR        |
| 67909 -         | 2000 WJ98              | 21 de novembre, 2000 | Socorro              | LINEAR        |
| 67910 -         | 2000 WC100             | 21 de novembre, 2000 | Socorro              | LINEAR        |
| 67911 -         | 2000 WN100             | 21 de novembre, 2000 | Socorro              | LINEAR        |
| 67912 -         | 2000 WA101             | 21 de novembre, 2000 | Socorro              | LINEAR        |
| 67913 -         | 2000 WC103             | 26 de novembre, 2000 | Socorro              | LINEAR        |
| 67914 -         | 2000 WJ104             | 27 de novembre, 2000 | Socorro              | LINEAR        |
| 67915 -         | 2000 WG105             | 26 de novembre, 2000 | Kitt Peak            | Spacewatch    |
| 67916 -         | 2000 WU105             | 28 de novembre, 2000 | Kitt Peak            | Spacewatch    |
| 67917 -         | 2000 WU109             | 20 de novembre, 2000 | Socorro              | LINEAR        |
| 67918 -         | 2000 WW109             | 20 de novembre, 2000 | Socorro              | LINEAR        |
| 67919 -         | 2000 WW111             | 20 de novembre, 2000 | Socorro              | LINEAR        |
| 67920 -         | 2000 WB113             | 20 de novembre, 2000 | Socorro              | LINEAR        |
| 67921 -         | 2000 WG113             | 20 de novembre, 2000 | Socorro              | LINEAR        |
| 67922 -         | 2000 WN113             | 20 de novembre, 2000 | Socorro              | LINEAR        |
| 67923 -         | 2000 WR113             | 20 de novembre, 2000 | Socorro              | LINEAR        |
| 67924 -         | 2000 WJ115             | 20 de novembre, 2000 | Socorro              | LINEAR        |
| 67925 -         | 2000 WA116             | 20 de novembre, 2000 | Socorro              | LINEAR        |
| 67926 -         | 2000 WN118             | 20 de novembre, 2000 | Socorro              | LINEAR        |
| 67927 -         | 2000 WB120             | 20 de novembre, 2000 | Socorro              | LINEAR        |
| 67928 -         | 2000 WH122             | 29 de novembre, 2000 | Socorro              | LINEAR        |
| 67929 -         | 2000 WL122             | 29 de novembre, 2000 | Socorro              | LINEAR        |
| 67930 -         | 2000 WP122             | 29 de novembre, 2000 | Socorro              | LINEAR        |
| 67931 -         | 2000 WD123             | 29 de novembre, 2000 | Socorro              | LINEAR        |
| 67932 -         | 2000 WX125             | 30 de novembre, 2000 | Socorro              | LINEAR        |
| 67933 -         | 2000 WR127             | 17 de novembre, 2000 | Kitt Peak            | Spacewatch    |
| 67934 -         | 2000 WY133             | 19 de novembre, 2000 | Socorro              | LINEAR        |
| 67935 -         | 2000 WU134             | 19 de novembre, 2000 | Socorro              | LINEAR        |
| 67936 -         | 2000 WP135             | 19 de novembre, 2000 | Socorro              | LINEAR        |
| 67937 -         | 2000 WT137             | 20 de novembre, 2000 | Socorro              | LINEAR        |
| 67938 -         | 2000 WV137             | 20 de novembre, 2000 | Socorro              | LINEAR        |
| 67939 -         | 2000 WO142             | 20 de novembre, 2000 | Anderson Mesa        | LONEOS        |
| 67940 -         | 2000 WT143             | 20 de novembre, 2000 | Socorro              | LINEAR        |
| 67941 -         | 2000 WX143             | 20 de novembre, 2000 | Socorro              | LINEAR        |
| 67942 -         | 2000 WX144             | 21 de novembre, 2000 | Socorro              | LINEAR        |
| 67943 -         | 2000 WP151             | 30 de novembre, 2000 | Socorro              | LINEAR        |
| 67944 -         | 2000 WB152             | 30 de novembre, 2000 | Haleakala            | NEAT          |
| 67945 -         | 2000 WW152             | 29 de novembre, 2000 | Socorro              | LINEAR        |
| 67946 -         | 2000 WH153             | 29 de novembre, 2000 | Socorro              | LINEAR        |
| 67947 -         | 2000 WR153             | 29 de novembre, 2000 | Socorro              | LINEAR        |
| 67948 -         | 2000 WV156             | 30 de novembre, 2000 | Socorro              | LINEAR        |
| 67949 -         | 2000 WY159             | 20 de novembre, 2000 | Anderson Mesa        | LONEOS        |
| 67950 -         | 2000 WX160             | 20 de novembre, 2000 | Anderson Mesa        | LONEOS        |
| 67951 -         | 2000 WB161             | 20 de novembre, 2000 | Anderson Mesa        | LONEOS        |
| 67952 -         | 2000 WH166             | 24 de novembre, 2000 | Anderson Mesa        | LONEOS        |
| 67953 -         | 2000 WN166             | 24 de novembre, 2000 | Anderson Mesa        | LONEOS        |
| 67954 -         | 2000 WW166             | 24 de novembre, 2000 | Anderson Mesa        | LONEOS        |
| 67955 -         | 2000 WT167             | 24 de novembre, 2000 | Anderson Mesa        | LONEOS        |
| 67956 -         | 2000 WW167             | 24 de novembre, 2000 | Anderson Mesa        | LONEOS        |
| 67957 -         | 2000 WX168             | 25 de novembre, 2000 | Anderson Mesa        | LONEOS        |
| 67958 -         | 2000 WK170             | 24 de novembre, 2000 | Anderson Mesa        | LONEOS        |
| 67959 -         | 2000 WB171             | 24 de novembre, 2000 | Anderson Mesa        | LONEOS        |
| 67960 -         | 2000 WB173             | 25 de novembre, 2000 | Anderson Mesa        | LONEOS        |
| 67961 -         | 2000 WO173             | 25 de novembre, 2000 | Socorro              | LINEAR        |
| 67962 -         | 2000 WG175             | 26 de novembre, 2000 | Socorro              | LINEAR        |
| 67963 -         | 2000 WX176             | 27 de novembre, 2000 | Socorro              | LINEAR        |
| 67964 -         | 2000 WJ178             | 28 de novembre, 2000 | Kitt Peak            | Spacewatch    |
| 67965 -         | 2000 WX181             | 25 de novembre, 2000 | Socorro              | LINEAR        |
| 67966 -         | 2000 WZ183             | 30 de novembre, 2000 | Anderson Mesa        | LONEOS        |
| 67967 -         | 2000 WB188             | 16 de novembre, 2000 | Anderson Mesa        | LONEOS        |
| 67968 -         | 2000 WN190             | 18 de novembre, 2000 | Anderson Mesa        | LONEOS        |
| 67969 -         | 2000 WO191             | 19 de novembre, 2000 | Anderson Mesa        | LONEOS        |
| 67970 -         | 2000 WW195             | 22 de novembre, 2000 | Haleakala            | NEAT          |
| 67971 -         | 2000 XP1               | 3 de desembre, 2000  | Kitt Peak            | Spacewatch    |
| 67972 -         | 2000 XC4               | 1 de desembre, 2000  | Socorro              | LINEAR        |
| 67973 -         | 2000 XV5               | 1 de desembre, 2000  | Socorro              | LINEAR        |
| 67974 -         | 2000 XP6               | 1 de desembre, 2000  | Socorro              | LINEAR        |
| 67975 -         | 2000 XW6               | 1 de desembre, 2000  | Socorro              | LINEAR        |
| 67976 -         | 2000 XA7               | 1 de desembre, 2000  | Socorro              | LINEAR        |
| 67977 -         | 2000 XZ7               | 1 de desembre, 2000  | Socorro              | LINEAR        |
| 67978 -         | 2000 XE10              | 1 de desembre, 2000  | Socorro              | LINEAR        |
| 67979 Michelory | 2000 XS10              | 4 de desembre, 2000  | Le Creusot           | J.-C. Merlin  |
| 67980 -         | 2000 XU10              | 4 de desembre, 2000  | Bisei SG Center      | BATTeRS       |
| 67981 -         | 2000 XM12              | 4 de desembre, 2000  | Socorro              | LINEAR        |
| 67982 -         | 2000 XH16              | 1 de desembre, 2000  | Socorro              | LINEAR        |
| 67983 -         | 2000 XY16              | 1 de desembre, 2000  | Socorro              | LINEAR        |
| 67984 -         | 2000 XC17              | 1 de desembre, 2000  | Socorro              | LINEAR        |
| 67985 -         | 2000 XD17              | 1 de desembre, 2000  | Socorro              | LINEAR        |
| 67986 -         | 2000 XJ17              | 1 de desembre, 2000  | Socorro              | LINEAR        |
| 67987 -         | 2000 XX18              | 4 de desembre, 2000  | Socorro              | LINEAR        |
| 67988 -         | 2000 XM19              | 4 de desembre, 2000  | Socorro              | LINEAR        |
| 67989 -         | 2000 XV20              | 4 de desembre, 2000  | Socorro              | LINEAR        |
| 67990 -         | 2000 XA21              | 4 de desembre, 2000  | Socorro              | LINEAR        |
| 67991 -         | 2000 XE21              | 4 de desembre, 2000  | Socorro              | LINEAR        |
| 67992 -         | 2000 XU22              | 4 de desembre, 2000  | Socorro              | LINEAR        |
| 67993 -         | 2000 XD24              | 4 de desembre, 2000  | Socorro              | LINEAR        |
| 67994 -         | 2000 XX24              | 4 de desembre, 2000  | Socorro              | LINEAR        |
| 67995 -         | 2000 XU25              | 4 de desembre, 2000  | Socorro              | LINEAR        |
| 67996 -         | 2000 XX28              | 4 de desembre, 2000  | Socorro              | LINEAR        |
| 67997 -         | 2000 XA29              | 4 de desembre, 2000  | Socorro              | LINEAR        |
| 67998 -         | 2000 XQ31              | 4 de desembre, 2000  | Socorro              | LINEAR        |
| 67999 -         | 2000 XC32              | 4 de desembre, 2000  | Socorro              | LINEAR        |
| 68000 -         | 2000 XM32              | 4 de desembre, 2000  | Socorro              | LINEAR        |